# 하타 아키
하타 아키(일본어: 畑亜貴, 1966년 8월 13일 ~ )는 도쿄도 출신의 여성 음악가다. 다수의 애니메이션이나 게임 주제가의 작사 · 작곡 · 어레인지를 다루고 있다. 이전에는 코나미의 아웃소싱(outsourcing) 사운드 크리에이터로서 동사 제작 게임의 작사 · 작곡 · 어레인지에 관여하고 있었다. 악곡 제공만이 아니고, 솔로나 '일본어: 月比古(보컬＆키보드)'라고 하는 프로그레시브 록 밴드를 짜고 인디즈, 독자적인 활동을 하고 있다. 현재는 란티스에서 음악 제작에 관련되고 있는 애니메이션이나 게임의 주제가의 작사를 주로 담당하고 있다.